# Otto Herschmann
Otto Herschmann (Viena, 4 de gener de 1877 - Izbica, 14 de juny de 1942) va ser un nedador, tirador, advocat i dirigent esportiu austríac d'origen jueu. Va prendre part en els Jocs Olímpics de 1896, a Atenes, els Jocs Intercalats de 1906 i als de 1912 a Estocolm.
Herschmann guanyà la medalla de pla en la prova dels 100 metres lliures dels Jocs Olímpics de 1896, a Atenes. El 1912 tornà a guanyar una medalla de plata, però en aquesta ocasió en la prova de sabre per equips del programa d'esgrima, formant equip amb Richard Verderber, Rudolf Cvetko, Friedrich Golling, Andreas Suttner, Albert Bogen i Reinhold Trampler.
Fou president del Comitè Olímpic Austríac entre 1912 i 1914 i entre 1914 i 1932 ho fou de la Federació Austríaca de Natació.
Durant el període nazi Herschmann fou perseguit per ser jueu. Els nazis el van arrestar a Viena i fou deportat el 1942 cap al camp d'extermini de Sobibor, i posteriorment cap al d'Izbica, on trobà la mort, probablement gasejat.